# Персона нон ґрата
Персо́на нон ґра́та (лат. Persona non grata — «небажана персона») — дипломатичний термін. Антонімом до цього терміна є персона ґрата (лат. persona grata).

## Історія терміна
Термін вперше було використано в промові Сьюзен Браунелл Ентоні у 1873 році.

## Визначення статусу

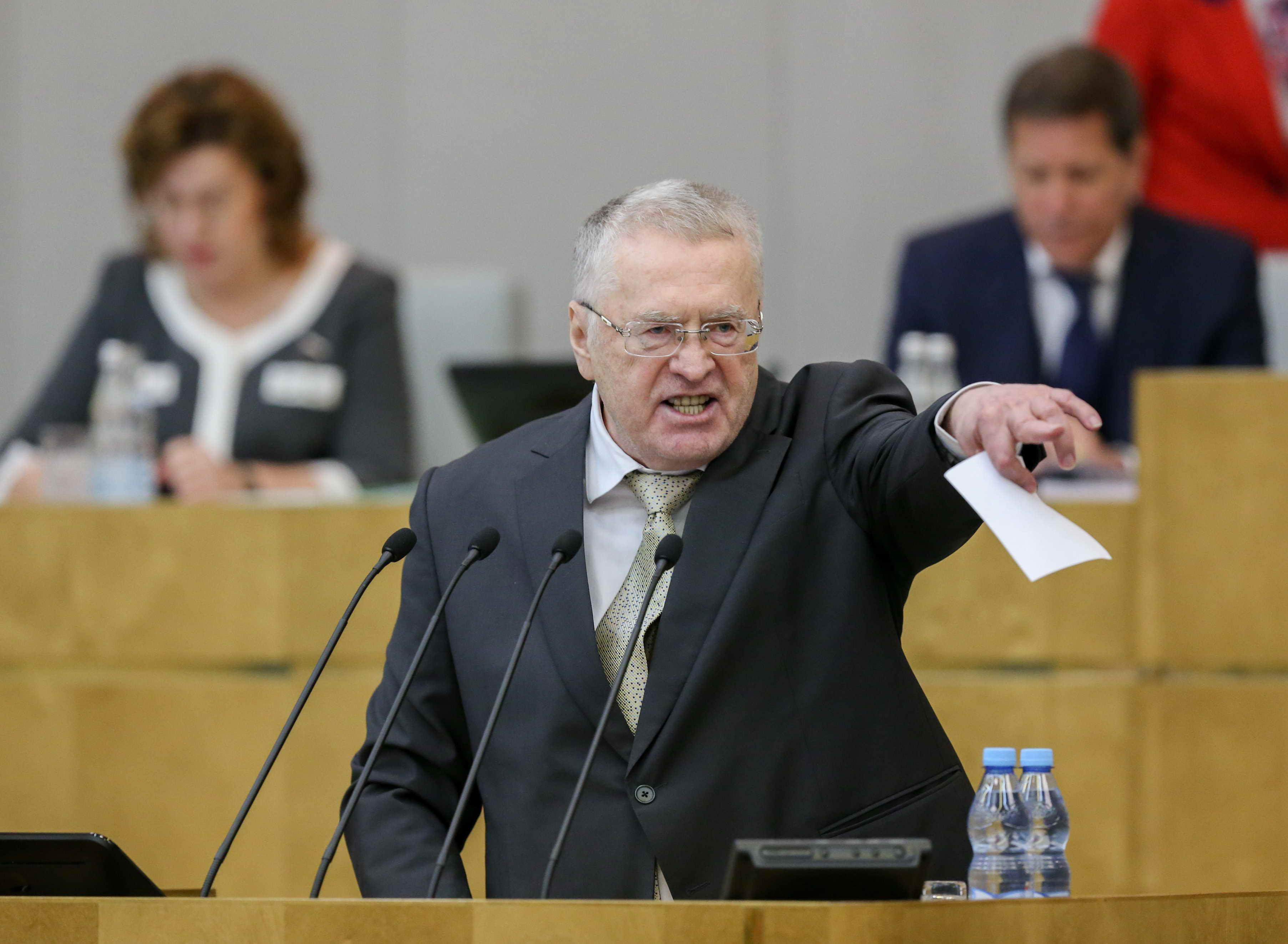
Жириновський Володимир Вольфович — був персоною нон ґрата в Україні

Згідно зі статтею 9 Віденської конвенції про дипломатичні відносини (1961), держава, що приймає, може «у будь-який час і без пояснення причини» оголосити будь-якого члена дипломатичного корпусу «персоною нон ґрата», навіть до того, як ця людина прибула в країну.
Зазвичай особа, оголошена «персоною нон ґрата», має покинути країну, в іншому випадку держава «може відмовитися визнавати цю особу членом дипломатичної місії».
Хоча дипломатичний імунітет захищає персонал дипломатичних місій від цивільного або кримінального переслідування залежно від рангу, вони зобов'язані поважати закони держави, що приймає, за статтями 41 і 42 Віденської конвенції.
Оголошення особи «персоною нон ґрата» може використовуватися за наявності підозри її у шпигунстві («діяльності, несумісній зі статусом») або як символ висловлювання невдоволення.